# Kornofolia
Kornofolia (griechisch Κορνοφωλιά (n. sg.)) ist ein Dorf in der Gemeinde Soufli der griechischen Region Ostmakedonien und Thrakien, etwa 5 km südlich der Kleinstadt Soufli im Evros-Tal. Es liegt am Ostrand der Rhodopen auf einem Hügel und überblickt die fruchtbare Ebene in Richtung des Evros-Flusses. Der Ort hat heute rund 360 Einwohner (Stand 2021). Kornofolia ist vor allem bekannt für das nahe gelegene Kloster Panagía Portaitíssa, ein bedeutendes Wallfahrtsziel mit einer wundertätigen Ikone. Historisch war das Dorf aufgrund seiner Lage an einem Passweg strategisch bedeutsam und erlebte bewegte Zeiten von der Antike über die Osmanenherrschaft bis zu Widerstandsaktionen im Zweiten Weltkrieg.

## Geschichte

### Antike und byzantinische Zeit
Das Gebiet von Kornofolia war schon in der Antike besiedelt. Archäologische Funde im Dorf – darunter Statuen, Münzen und Inschriften – deuten auf eine thrakische Siedlung hin, die in römischer Zeit als Stadt Zeirīnía (auch Zervae oder Zurbae) bekannt war. Im Archäologischen Nationalmuseum Athen befindet sich ein Votivrelief aus Kornofolia mit der Inschrift „ΚΥΡΙΩ ΕΒΡΩ“ („dem Herrn Evros“), was auf einen lokalen Flusskult schließen lässt. In der frühbyzantinischen Zeit unter Kaiser Justinian I. wird in der Region eine Festung namens Zdevrín erwähnt. Die genaue antike Bezeichnung der Siedlung ist jedoch unbekannt.

### Osmanische Herrschaft
Nach der osmanischen Eroberung Thrakiens gehörte Kornofolia zu einem System von Passwächtersiedlungen (Derbent). Im 17. Jahrhundert wurde das Dorf unter dem türkischen Namen Karabunar Derbent („Schwarzer Brunnen am Engpass“) erwähnt. So bezeichnete es etwa der osmanische Reisende Evliya Çelebi im Jahr 1667. Vermutlich siedelten die Osmanen die Bewohner in jener Zeit von einem älteren Siedlungsplatz am Evros-Fluss in die heutige, leichter zu verteidigende Lage um. Die einheimische griechische Bevölkerung nannte das Dorf jedoch weiterhin Kornofolia (auch Kornofoléa), abgeleitet von κουρούνα (kourouna, „Krähe“) und φωλιά (foliá, „Nest“) – eine Anspielung auf die vielen Krähen, die in den Bäumen am alten Dorfbrunnen nisteten. Trotz osmanischer Herrschaft blieb die Region überwiegend von Griechen bewohnt. Im 18. und 19. Jahrhundert versuchten die Einwohner, ihre Kultur und Bildung zu bewahren und leisteten bei Aufständen Widerstand gegen die Osmanen. Der Legende nach existierte in Kornofolia ein geheimes orthodoxes „Kryfo Scholio“-Schulzimmer in dem griechische Sprache und Kultur unterrichtet wurden.

### Griechischer Unabhängigkeitskrieg (1821)
Zu Beginn des Griechischen Unabhängigkeitskrieges 1821 erhoben sich auch in Thrakien einige Kämpfer gegen die osmanische Herrschaft. Einwohner von Kornofolia beteiligten sich an der Filikí Etería und schlossen sich den Aufständischen unter Fürst Alexandros Ypsilantis an. Als lokale Anführer (Kapetanei) taten sich besonders Athanasios „Karampeliás“ Bėlias und Geórgios Giannakoúdis hervor. Karampeliás bildete zunächst eine Partisanengruppe in den nahegelegenen Bergen, schloss sich dann Ypsilantis’ Heer an und marschierte in die Donaufürstentümer. Nach dem Scheitern des Aufstands wurde Karampeliás auf dem Rückzug in den Rhodopen von osmanischen Truppen gefangen und in Adrianopel gehängt. Sein tragischer Tod machte ihn zur Legende; ein thrakisches Volkslied besingt seinen Kampf. Giannakoúdis überlebte die Gefechte in der Walachei, kämpfte später in Südgriechenland weiter und kehrte schließlich nach Kornofolia zurück. Aus Kornofoliá stammte auch der Gelehrte und Prediger Stamatios Papás (18. Jh.), der zur Bewahrung der griechischen Bildung im osmanischen Thrakien beitrug.

### Balkankriege und Erster Weltkrieg
Im Zweiten Balkankrieg 1913 eroberten bulgarische Truppen ganz Westthrakien. Obwohl der griechische Vorstoß unter Admiral Koundouriótis kurzzeitig auch die Region Soufli erreicht hatte, wurde Westthrakien im Frieden von Bukarest (1913) an Bulgarien abgetreten. Die folgende bulgarische Besatzung (1913–1919) traf Kornofolia schwer: Fast alle griechischen Dorfbewohner flohen – viele suchten Zuflucht in Soufli und wurden von dort per Bahn weiter evakuiert. Während des Ersten Weltkriegs blieb die Region unter bulgarischer Kontrolle. Erst nach der Niederlage der Mittelmächte endete 1919 diese Fremdherrschaft. Durch den Vertrag von Neuilly (1919) musste Bulgarien Westthrakien aufgeben; 1920 wurde Kornofolia offiziell Teil des griechischen Staates (Königreich Griechenland). In der Zwischenkriegszeit erhielt das Dorf den Status einer eigenständigen Landgemeinde (Κοινότητα Κορνοφωλιάς, 1924 gegründet).

### Zweiter Weltkrieg und Widerstand
Nach dem Einmarsch der Achsenmächte 1941 wurde Thrakien erneut bulgarischer Besatzungszone. Die Dorfbewohner von Kornofolia verweigerten mehrheitlich jede Zusammenarbeit mit den Besatzern und schlossen sich früh dem Widerstand an. Unter Führung örtlicher Kader der Kommunistischen Partei (KKE) entwickelte sich Kornofolia zu einem Zentrum der EAM-ELAS-Partisanen im Evros-Gebiet. Dies rief Vergeltungsmaßnahmen der deutschen und bulgarischen Besatzer hervor. Am 3. August 1943 führte die Wehrmacht das berüchtigte „Μπλόκο“ (Blocko) von Kornofolia durch – eine Razzia, um Widerstandskämpfer aufzuspüren. In den frühen Morgenstunden umstellten deutsche Einheiten das Dorf und trieben alle Männer ab 15 Jahren auf dem zentralen Platz zusammen. Mit vorgehaltenen Maschinengewehren versuchten sie, mithilfe eines maskierten Kollaborateurs (eines ortskundigen Romani-Türken) Partisanenunterstützer zu identifizieren. Die Dorfbewohner zeigten jedoch großen Zusammenhalt und gaben keine Namen preis. Schließlich verhinderte der Dorfvorsteher Panagiótis Siásios durch besonnenes Verhandeln Schlimmeres: Die Besatzer sahen von Massenexekutionen und der Brandschatzung des Dorfes ab. Allerdings verschleppten sie den jungen Alekos Papaioánnou, der als einziger identifiziert worden war; bei einem Fluchtversuch wurde er vor den Augen der Dorfgemeinschaft erschossen. Seine Beerdigung geriet zur patriotischen Kundgebung, bei der die Jugendorganisation EPON das Partisanenlied „Επέσατε θύματα“ („Ihr seid als Opfer gefallen“) sang. Das Blutbad blieb aus – im Gegenteil, das gescheiterte „Blocko“ bestärkte den Widerstandsgeist der Bewohner noch. In der Folge operierte ein starkes Partisanenkontingent (das 81. ELAS-Regiment) in den Wäldern der Umgebung und hielt die Besatzungstruppen in ständiger Unruhe.

### Griechischer Bürgerkrieg (1946–1949)
Die politischen Spannungen setzten sich nach der Befreiung fort. Während des Griechischen Bürgerkriegs 1946–1949 galt Kornofolia – bedingt durch die Erfahrungen im antifaschistischen Kampf – als Hochburg der Linken. Das Dorf hatte unter Repressionen der nationalen Armee und Polizei zu leiden, da viele Einwohner verdächtigt wurden, mit den kommunistischen Aufständischen zu sympathisieren. Zugleich rekrutierte die Demokratische Armee Griechenlands (DSE) in dieser Gegend Freiwillige; zahlreiche junge Kornofolioten schlossen sich erneut den Partisanen an (teils waren es dieselben Kämpfer, die schon gegen die Besatzer gekämpft hatten). Im Zuge des sogenannten „Παιδομάζωμα“ (Paidomázoma) kam es 1948 auch in Evros vorübergehend zur Evakuierung von Kindern aus umkämpften Dörfern – entweder durch die DSE in sozialistische Nachbarländer oder durch regierungsnahe Organisationen ins griechische Hinterland. Neben der Evakuierung von Kindern durch die DSE wurden Berichte über die Zwangsrekrutierung Jugendlicher bekannt, die als Kämpfer in den Reihen der Partisanen eingesetzt wurden, wobei viele von ihnen in den Kämpfen ums Leben kamen. Ohne das Einverständnis ihrer Familien wurden diese Kinder mitgenommen, um in den Lagern der DSE militärisch ausgebildet zu werden. Familien aus Kornofolia wurden in diesen Jahren entwurzelt. Nach dem Ende des Bürgerkriegs 1949 konnten einige Geflüchtete zurückkehren, doch etliche linke Kämpfer gingen ins Exil in die Sowjetunion oder andere Ostblockstaaten. Das Dorf selbst war wirtschaftlich ruiniert und stand unter Kontrolle regierungstreuer Milizen. Diese traumatische Zeit prägte Kornofolia noch Jahrzehnte nach, wurde jedoch in der offiziellen Geschichtsschreibung lange wenig erwähnt.

### Nachkriegszeit und Gegenwart
In den 1950er- und 1960er-Jahren stabilisierte sich die Lage allmählich. Dennoch sahen viele Bewohner keine wirtschaftliche Perspektive mehr im Dorf und wanderten in die griechischen Großstädte oder als Gastarbeiter nach Westeuropa aus, meist nach Deutschland. Die Abwanderung führte zu einem drastischen Bevölkerungsrückgang: Zählte Kornofolia 1951 noch mehrere hundert Einwohner, so waren es 1991 nur noch 699 (inklusive Kloster) und 2021 noch 366 Personen. Um die Infrastruktur zu verbessern und der Abwanderung entgegenzuwirken, wurden im späten 20. Jahrhundert einige Maßnahmen umgesetzt. Das Dorf erhielt Anschluss an das Straßennetz durch die Nationalstraße 51 sowie Elektrifizierung und Trinkwasserversorgung. Im Jahr 2018 wurde eine Ortsumgehungsstraße als Teil des neuen Grenz-Zubringers zur Autobahn Egnatía Odós fertiggestellt, welche die Verkehrsverbindung zur türkischen Grenze und nach Zentralevros verbessert. Heute lebt Kornofolia vorwiegend von Landwirtschaft und weniger vom Handwerk wie einst. Im nahen Soufli war früher die Seidenraupenzucht verbreitet. Die Gemeinde versucht, sanften Tourismus zu fördern: Kornofolia liegt am Rande des Nationalparks Dadia–Lefkimi–Soufli, der für seine Greifvogel-Population bekannt ist, und nahe dem Evros-Delta. Das Kloster Panagía Portaitíssa und traditionelle Feste ziehen zudem jedes Jahr Besucher und ehemalige Einwohner an, wodurch das Dorfleben belebt wird.

## Kultur und Sehenswürdigkeiten

### Kloster Panagía Portaitíssa
Das bedeutendste Kulturdenkmal von Kornofolia ist die Klosteranlage Panagía Portaitíssa. Das Frauenkloster (auch Moní Kornofolias genannt) liegt auf dem Hügel Kourí etwa 1 km westlich des Dorfes, am Rande des Waldes von Dadia. Der Zeitpunkt der Gründung ist unbekannt; der Überlieferung nach bestand an dieser Stelle bereits im 16. Jahrhundert ein kleines Gotteshaus. Im frühen 18. Jahrhundert wurde das Kloster zunächst inoffiziell, 1747 dann per Patriarchatsukase offiziell, als Metochion dem Athos-Kloster Ivíron unterstellt. Aus dieser Zeit stammt eine Urkunde (Sigillion) des Ökumenischen Patriarchats, die in den Archiven von Ivíron erhalten ist. Die heutige Klosterkirche (ein dreischiffiges Gewölbegebäude) wurde 1857 neu erbaut, wie eine Stiftungsinschrift über dem Portal belegt. Über dem Eingang befindet sich ein Marmortafel mit dem Datum der Kirchweihe am 15. August 1857. Das Kloster bewahrt ein berühmtes Heiligtum auf: eine originalgetreue Kopie der wundertätigen Ikone Panagía Portaitíssa („Muttergottes Portaitissa“), die vom Kloster Ivíron auf dem Berg Athos hierher übertragen wurde. Diese Marienikone der „Torhüterin“ – der Legende nach ein Werk des byzantinischen Ikonenmalers Angelos Akotantos (Panselinos) – zieht seit dem 19. Jahrhundert Pilger aus ganz Thrakien an. Darüber hinaus besitzt die Klosterkirche kostbare Reliquien, darunter den Fußknochen des heiligen Charalambos. Das Kloster ist der Entschlafung der Gottesmutter (Κοίμηση της Θεοτόκου) geweiht und feiert sein Patronatsfest alljährlich am 22. und 23. August mit einem großen Pilgerfest (πανηγύρι). An diesen Tagen versammeln sich Hunderte Gläubige aus der Umgebung und verleihen dem kleinen Dorf überregionale Bedeutung.

### Traditionen und Bräuche
In Kornofolia haben sich mehrere traditionelle Feste und Bräuche erhalten, die typisch für die Region Thrakien sind. Jedes Jahr am 18. Januar, dem Feiertag des hl. Athanasios, richtet das Dorf ein Kourmpani (Κουρμπάνι) aus – ein rituelles Tieropfer mit gemeinschaftlichem Mahl. Schon am Vorabend wird das Opferfleisch in großen Kesseln gekocht, und am Festtag erhält jede Familie im Dorf eine Portion des gesegneten Essens. Der heilige Athanasius gilt als Schutzpatron von Kornofolia; der Legende nach diente seine kleine Friedhofskapelle während der Türkenzeit als „Geheime Schule“ (κρυφό σχολείο) zur Bewahrung der griechischen Sprache und Orthodoxie. Ein weiterer lebendiger Brauch sind die Ρουγκάτσια (Rougkátsia) zur Weihnachtszeit. Am ersten Weihnachtstag ziehen verkleidete Gruppen von jungen Dorfbewohnern – oft mit tierähnlichen Maskierungen – singend von Haus zu Haus, um die traditionellen Kalanda (Weihnachts-Neujahrslieder) vorzutragen und Gaben zu sammeln. Am zweiten Weihnachtsfeiertag tritt der ganze verkleidete Chor nach der Messe auf dem Dorfplatz auf. Begleitet von Dudelsack (Gaída) und Trommel tanzen die „Rougkatsia“-Maskenträger mit den Dorfbewohnern und führen scherzhaft-satirische Szenen auf. In den Pausen werden humorvolle Verse vorgetragen, die die kleinen Missstände im Dorfleben aufs Korn nehmen. Dieses lärmende Fest mit seinen dionysischen Elementen (Maskenumzug, Spottreden und Fruchtbarkeitsrituale) soll nach Volksglauben Glück und eine reiche Ernte im neuen Jahr bringen. Die Rougkátsia gelten als Nachklang vorchristlicher Winterbräuche und werden in vielen Dörfern Nordgriechenlands ähnlich gefeiert. Kornofoliá ist stolz darauf, diese Traditionen – trotz Bevölkerungsrückgang – jedes Jahr aufs Neue mit Jung und Alt lebendig zu halten.

## Wirtschaft und Infrastruktur
Kornofolia ist seit jeher landwirtschaftlich geprägt. Das Dorf liegt in einer fruchtbaren Ebene südlich der Rhodopen, die Ackerbau und Viehzucht begünstigt. Traditionell wurden Getreide, Mais und Tabak angebaut; in der ersten Hälfte des 20. Jahrhunderts betrieb man im Raum Soufli auch Seidenraupenzucht (Maulbeerbaumkulturen) – letzteres verlor jedoch nach dem Zweiten Weltkrieg an Bedeutung. Einige Familien halten bis heute Vieh zur Selbstversorgung. Durch die geographische Randlage und die begrenzten Erwerbsmöglichkeiten wanderten ab den 1960er-Jahren zahlreiche Bewohner ab, was zu wirtschaftlichem Niedergang führte. Erst in jüngerer Zeit gibt es Bemühungen, neue Einnahmequellen zu erschließen. Der Kulturtourismus spielt dabei eine Rolle: Pilgerbesuche im Kloster sowie Ausflüge in den nahegelegenen Dadia-Nationalpark bringen an Feiertagen und Wochenenden Gäste ins Dorf. Einige Einwohner bieten Zimmervermietung oder Tavernenbetrieb an, um vom Tourismus zu profitieren.
Verkehrstechnisch war Kornofolia lange nur über Nebenstraßen erreichbar. Inzwischen liegt es unweit der wichtigen Fernverkehrsachse GR-51 (Europastraße 85) zwischen Alexandroupoli und Orestiada. Die Eisenbahnlinie von Alexandroupoli nach Dikea passiert das Evros-Tal östlich von Kornofolia, jedoch ohne eigenen Bahnhof für das Dorf. Ein wesentliches Infrastrukturprojekt war der Bau der Ortsumgehungsstraße Kornofolia, die als Teil des senkrechten Achsenstraßennetzes zur Autobahn Egnatía Odós errichtet wurde. Diese neue Umgehungsstraße, eröffnet 2018, entlastet das Dorf vom Durchgangsverkehr und verkürzt die Fahrzeit in das Umland. Kornofolia verfügt über Grundversorgungseinrichtungen wie ein Bürgerbüro, einen Dorfplatz mit Kriegerdenkmal und eine Grundschule (letztere ist jedoch mangels Schülern seit den 2010er-Jahren geschlossen). Die medizinische Versorgung erfolgt über das Gesundheitszentrum im nahegelegenen Soufli. Insgesamt steht Kornofolia stellvertretend für viele ländliche Dörfer Thrakiens, die im 20. Jahrhundert einen Bevölkerungsschwund erlebten, aber durch ihre kulturellen Traditionen, landschaftliche Lage und neue Infrastrukturprojekte eine Perspektive auf nachhaltige Entwicklung zu bewahren suchen.